# Химическая защита растений
Химическая защита растений:
- Раздел науки о защите растений, разрабатывающий теоретические и методологические основы мероприятий по борьбе с организмами, наносящими урон посевам и посадкам в открытом и (или) защищённом грунте, окультуренным угодьям и естественной растительности, с помощью химических средств.
- Система мероприятий по борьбе с организмами, наносящими урон посевам и посадкам в открытом и (или) защищённом грунте, окультуренным угодьям и естественной растительности, с помощью химических средств.

## Определения
Химическая защита растений — система мероприятий по защите растений и продукции растительного происхождения от вредных организмов с помощью химических средств, а также раздел науки о защите растений.

## Основные приёмы химической защиты растений
- Протравливание
- Инкрустация семян
- Опрыскивание
- Фумигация
- Применение пестицидных аэрозолей
- Химиотерапия растений
- Десикация

## Группы пестицидов[1]
- комбинированный пестицид: Пестицид, состоящий из смеси нескольких действующих веществ разного назначения, действия которых распространяются на большее число вредных организмов, чем действие одного из них.
- пестицид системного действия: Пестицид, способный проникать в растение через надземную часть или корневую систему, перемещаться в тканях и вызывать гибель вредного организма на необработанных частях растения или вызывать нарушения в физиологических процессах сорного растения.
- пестицид контактного действия: Пестицид, токсически действующий на вредный организм при непосредственном контакте с ним рабочего раствора.
- пестицид широкого спектра действия: Пестицид, действие которого распространяется на большое число видов вредных организмов.
- пестицид избирательного действия: Пестицид, действующий на одни виды организмов и практически не влияющий отрицательно на другие.
- пестицид кишечного действия: Пестицид, токсическое действие которого проявляется после попадания в кишечник вредного организма.
- пестицид фумигантного действия: Пестицид, действующий на вредный организм в паро- или газообразном состоянии.
- фумигант: Пестицид, который при требуемой температуре и давлении может сохраняться в газообразном состоянии в летальной концентрации для данного вредного организма.
- фунгицид: Пестицид, используемый для борьбы с грибными заболеваниями.
- фунгицид системного действия: Фунгицид, который, проникая в растительные ткани и распространяясь по сосудистой системе растений, защищает их в течение определенного интервала времени от болезней, вызываемых грибами.
- фунгицид контактного действия: Фунгицид, вызывающий гибель грибных спор в зонах прямого контакта, в основном на листьях верхнего и среднего яруса.
- инсектицид: Пестицид, используемый для борьбы с насекомыми.
- инсектицид системного действия: Инсектицид, способный проникать в растение через надземную часть или корневую систему, перемещаться в тканях и вызывать гибель насекомых.
- инсектицид контактного действия: Инсектицид, вызывающий гибель насекомого при непосредственном контакте с ним, проникая через кожные покровы.
- инсектицид кишечного действия: Инсектицид, вызывающий гибель насекомого, попадая в его организм вместе с пищей.
- акарицид: Пестицид, используемый для борьбы с клещами.
- инсектоакарицид: Пестицид, используемый для защиты растений одновременно от вредных насекомых и клещей.
- инсектоакарицид фумигантного действия: Пестицид, вызывающий в паро- или газообразном состоянии отравление вредных насекомых и клещей при поступлении через органы дыхания.
- инсектофунгицид: Пестицид, используемый для защиты растений одновременно от вредных насекомых и грибных заболеваний.
- ларвицид: Пестицид, используемый для борьбы с личинками насекомых и клещей.
- овицид: Пестицид, используемый для уничтожения яиц насекомых и клещей.
- афидицид: Пестицид, используемый для борьбы с тлей.
- бактерицид: Пестицид, используемый для борьбы с бактериями.
- нематицид: Пестицид, используемый для борьбы с нематодами.
- вермицид: Пестицид, используемый для борьбы с червями.
- гербицид: Пестицид, используемый для уничтожения нежелательной травянистой растительности.
- граминицид: Пестицид, используемый для уничтожения нежелательных злаковых трав.
- протравитель семян: Пестицид для обработки посевного и посадочного материала сельскохозяйственных культур.
- арборицид: Пестицид, используемый для уничтожения нежелательной древесной и кустарниковой растительности.
- родентицид: Пестицид, используемый для борьбы с грызунами.
- моллюскоцид: Пестицид, используемый для борьбы с моллюсками.
- альгицид: Пестицид, используемый для уничтожения водорослей.
- десикант: Химическое вещество для предуборочного высушивания растений с целью механизации уборочных работ и уменьшения потерь при уборке урожая.
- дефолиант: Химическое вещество для предуборочного удаления листьев у растений с целью ускорения их созревания и облегчения механизации уборочных работ и уменьшения потерь при уборке урожая.
- ингибитор синтеза хитина: Химический препарат для защиты растений, нарушающий формирование кутикулы во время эмбрионального развития и метаморфоза членистоногих вредителей растений.
- гормональный регулятор роста насекомых: Химический препарат для защиты растений, нарушающий биологические процессы на конкретных этапах роста и развития насекомых.

## Препаративные формы пестицидов[1]
- пестицидная приманка: Препаративная форма пестицида, включающая в качестве основных компонентов приманочную основу и действующее вещество, обычно также специфичные аттрактанты и антифиданты.
- брикет пестицида: Препаративная форма пестицида, которая отличается сравнительно крупными размерами, до нескольких сантиметров, и гомогенным распределением в своем составе как действующего вещества, так и вспомогательных компонентов.
- мягкий брикет пестицида; МБ пестицида: Брикет пестицида, который отличается пластичной тестообразной консистенцией.
- твердый брикет пестицида; ТБ пестицида: Брикет пестицида, который отличается твердой консистенцией.
- дымовая пестицидная шашка: Пиротехническое средство для пуска дыма, предназначенное для уничтожения возбудителей болезней, вредных насекомых и клещей входящим в дымовой состав шашки фунгицидом, инсектицидом или акарицидом.
- таблетка пестицида; ТАБ пестицида: Препаративная форма пестицида для дозированного контролируемого выделения действующего вещества в воде или воздухе.
- капсула пестицида: Готовая к применению препаративная форма пестицида, имеющая оболочку и ядро, состоящее из действующего вещества и вспомогательных компонентов.
- рабочая жидкость пестицида: Раствор, эмульсия или суспензия пестицида в воде или другой жидкости.
- раствор пестицида: Приготовленная для опрыскивания рабочая жидкость в виде истинного раствора, для получения которого используются водорастворимые концентраты пестицида.
- водный раствор пестицида; ВР пестицида: Готовая к опрыскиванию препаративная форма пестицида, представляющая собой раствор действующего вещества в воде.
- водно-гликолевый раствор пестицида: Раствор пестицида, который имеет низкую температуру замерзания, стабилен при хранении, хорошо разводится с водой, характеризуется сниженным сносом рабочей жидкости при опрыскивании.
- водно-спиртовой раствор пестицида: Препаративная форма пестицида для опрыскивания, в которой действующее вещество растворено в спирте, смешано с глицерином и водой.
- коллоидный раствор пестицида: Раствор пестицида в виде дисперсной системы с размером частиц от 1 до 100 нм.
- концентрат коллоидного раствора пестицида; ККР пестицида: Препаративная форма пестицида, являющаяся дисперсной системой.
- водный концентрат пестицида; ВКС пестицида: Препаративная форма пестицида в виде высококонцентрированного раствора действующего вещества в воде.
- водорастворимый концентрат пестицида; ВРК пестицида: Препаративная форма пестицида в виде высококонцентрированного раствора в гидрофильном растворителе.
- порошок пестицида: Препаративная форма порошкообразной консистенции, представляющая собой смесь действующего вещества пестицида и инертного наполнителя с добавками прилипателя или без него, предназначенная для опыливания растений или обработки семян.
- растворимый порошок пестицида; РП пестицида: Порошок пестицида, быстрорастворимый в воде или другой жидкости.
- водорастворимый порошок пестицида; ВРП пестицида: Порошок пестицида, быстрорастворимый в воде с образованием истинного раствора.
- смачивающийся порошок пестицида; СП пестицида: Порошок пестицида, быстро образующий устойчивую эмульсию или суспензию с растворителем.
- сухой порошок пестицида; СХП пестицида: Препаративная форма пестицида в виде воздушно-сухого порошка.
- гранулы пестицида: Препаративная форма пестицида твердой консистенции, любой формы, с размером гранул от 0,25 до 10 мм, с гомогенным распределением действующего вещества и вспомогательных компонентов.
- гранулированный препарат пестицида: Готовая к применению препаративная форма пестицида в виде гранул.
- микрогранулированный препарат пестицида: Готовая к применению препаративная форма пестицида в виде гранул размером от 100 до 600 мкм.
- мелкогранулированный препарат пестицида: Готовая к применению препаративная форма пестицида в виде гранул размером от 300 до 2500 мкм.
- макрогранулированный препарат пестицида: Готовая к применению препаративная форма пестицида в виде гранул размером от 2000 до 6000 мкм.
- мелкозернистый препарат пестицида: Непылящий препарат пестицида в виде зерен размером около 100 мкм.
- масляный препарат пестицида: Препаративная форма в виде суспензии действующего вещества пестицида в различных маслах, в том числе растительных.
- масляная суспензия пестицида; МС пестицида: Препаративная форма пестицида, разновидность масляного препарата пестицида.
- минерально-масляная суспензия пестицида; ММС пестицида: Препаративная форма пестицида, разновидность масляного препарата пестицида.
- масляносуспензионный концентрат пестицида; МСК пестицида: Препаративная форма пестицида, разновидность масляного препарата пестицида.
- масляный концентрат пестицида; МК пестицида: Препаративная форма пестицида, разновидность масляного препарата пестицида.
- масляная дисперсия пестицида; МД пестицида: Препаративная форма пестицида, образованная носителем, ‒ растительным маслом, в котором равномерно распределено действующее вещество пестицида.
- микрокапсулированная суспензия пестицида: Жидкая препаративная форма пестицида, представляющая собой смесь микрокапсул с водой и загустителем.
- сухая текучая суспензия пестицида: Препаративная форма пестицида в виде воднодиспергируемых гранул, представляющих собой агломерат действующего вещества и различных добавок.
- текучий концентрат суспензии пестицида: Препаративная форма пестицида, представляющая собой тонкодисперсную систему твердых частиц действующего вещества размером от 0,5 до 3,0 мкм, взвешенных в воде или масле с обязательным добавлением загустителя, имеющих динамическую вязкость от 250 до 1000 Па•с.
- суспензионный препарат пестицида: Препаративная форма пестицида, представляющая собой стабильную дисперсию в воде твердых частиц размером от 3 до 5 мкм и параметрами динамической вязкости от 300 до 1500 Па•с.
- водносуспензионный концентрат пестицида; ВСК пестицида: Препаративная форма пестицида, разновидность суспензионного препарата пестицида.
- концентрат суспензии пестицида; КС пестицида: Препаративная форма пестицида, разновидность суспензионного препарата пестицида.
- суспензионный концентрат пестицида; СК пестицида: Препаративная форма пестицида, разновидность суспензионного препарата пестицида.
- эмульсионный препарат пестицида: Препаративная форма пестицида, представляющая собой гетерогенную систему в виде дисперсии растворенных в растворителе капель действующих веществ в воде.
- эмульсия пестицида: Препаративная форма пестицида, разновидность эмульсионного препарата пестицида.
- водная эмульсия пестицида; ВЭ пестицида: Препаративная форма пестицида, разновидность эмульсионного препарата пестицида.
- минерально-масляная эмульсия пестицида; ММЭ пестицида: Препаративная форма пестицида, разновидность эмульсионного препарата пестицида.
- масляно-водная эмульсия пестицида; ЭМВ пестицида: Препаративная форма пестицида, разновидность эмульсионного препарата пестицида.
- микроэмульсия пестицида; МЭ пестицида: Препаративная форма, представляющая собой термодинамически стабильную, однородную дисперсию действующего вещества пестицида с водной и органической фазами, разделенными поверхностно-активным веществом.
- концентрат эмульсии пестицида; КЭ пестицида: Препаративная форма, представляющая собой раствор действующего вещества пестицида в органическом растворителе, содержащая эмульгатор и при разбавлении водой образующая устойчивую эмульсию, предназначенную для опрыскивания.
- концентрат наноэмульсии пестицида; КНЭ пестицида: Препаративная форма пестицида, являющаяся жидкостью, содержащей частицы и агломераты частиц с характерным размером от 0,1 до 100,0 нм.
- паста пестицида; ПС пестицида: Густая мягкая масса, содержащая действующее вещество пестицида, пастообразующее вещество и пластификатор.
- текучая паста пестицида: Паста пестицида с повышенным количеством воды.